# M’Bengué
M'Bengué – miasto w Wybrzeżu Kości Słoniowej, w dystrykcie Savanes, w regionie Poro, w departamencie M'Bengué.